# Paolo Lepore
Paolo Lepore (Avellino, 19 novembre 1977) è un allenatore di pallacanestro italiano.

## Carriera
Il 13 dicembre 2016 viene nominato capo allenatore della Guerino Vanoli Basket a seguito dell'esonero di Cesare Pancotto. Nel mese di maggio non riesce a portare la squadra alla salvezza, causando così la retrocessione della squadra nella Serie A2.